# Hong Kong nos Jogos Olímpicos de Verão de 2004
Hong Kong competiu nos Jogos Olímpicos de Verão de 2004, em Atenas, na Grécia.

## Medalhistas

### Prata
- Tênis de mesa - Duplas masculino: Ko Lai Chak e Li Ching

## Desempenho

### Remo
Masculino
| Equipe       | Evento        | Eliminatórias | Eliminatórias | Repescagem | Repescagem | Semifinal | Semifinal | Final   | Final                |
| Equipe       | Evento        | Tempo         | Posição       | Tempo      | Posição    | Tempo     | Posição   | Tempo   | Posição (Pos. final) |
| ------------ | ------------- | ------------- | ------------- | ---------- | ---------- | --------- | --------- | ------- | -------------------- |
| Hiu Fung Law | Skiff simples | 7m28s16       | 3º R          | 7m10s72    | 2º S A/B/C | 7m17s52   | 6º FC     | 7m10s75 | 6º (18º)             |